# 金毛耳草
金毛耳草（学名：Hedyotis chrysotricha），为茜草科耳草属下的一个种。

## 扩展阅读
維基物種上的相關：金毛耳草